# از نسل آفتاب
از نسل آفتاب (انگلیسی: Sooryavansham) یک فیلم هندی است که در سال ۱۹۹۹ منتشر شد. از بازیگران آن می‌توان به آمیتاب باچان، انوپم کهیر و قادر خان اشاره کرد.

## خلاصه داستان
ارباب تاکورمردی با نفوذ و خیرخواه است که به فکر حل مشکلات مردم روستاست. اما به دلیل سوءتفاهمی که سال‌ها قبل پیش آمده، با جوان‌ترین پسرش، «هیرا» رابطه خوبی ندارد و دیگر او را پسر خود نمی‌داند. غافل از اینکه او به خاطر حفظ آبروی دختری جوان مجبور شده گناهی را گردن بگیرد که هیچگاه مرتکب آن نشده. پسر خانواده علی‌رغم میل باطنی با دختر مورد علاقه اش ازدواج می‌کند و باعث ناراحتی پدرش می‌شود و پدرش هم به خاطر این موضوع پسرش را از خانه می‌راند و پسر دچار مشکلاتی در زندگی می‌شود بعد از مدتی پدر …

## بازیگران
| شخصیت                               | بازیگر       | نقش                                          |
| ----------------------------------- | ------------ | -------------------------------------------- |
| تاکور بانو پراتاپ سینگ - تاکور هیرا | آمیتاب باچان | پدر خانواده - پسر خانواده                    |
| رادهاسینگ                           | سونداریا     | همسر تاکور هیرا                              |
| شاردا                               | جایاسودا     | همسر تاکور بانوپراتاپ سینگ - مادر تاکور هیرا |
| گوری                                | راچنا بنرجی  | دختر دوست آقای تاکور                         |
| دهرمندرا - مندرا                    | انوپم کهیر   | دوست صمیمی تاکور هیرا                        |
| سرگرد رانجیک                        | قادرخان      | عموی رادها سینگ                              |
| پدر رادها سینگ                      | شیواجی ساتام | -                                            |
| مادر رادها سینگ                     | بیندو        | -                                            |
| دشراج تاکور - کودا تاکور            | موکش ریشی    | دشمن خونی آقای تاکور                         |